# Emmanuel Faye
Emmanuel Faye, född 1956, är en fransk filosof och filosofihistoriker.
Faye har främst forskat om modern fransk och tysk filosofi och modern politisk filosofi. Hans bok Heidegger, l'introduction du nazisme dans la philosophie från 2005 har översatts till flera språk och gav upphov till en ny internationell diskussion om de nazistiska inslagen i Heideggers filosofi.